# Acaena trifida
Acaena trifida es una especie de planta del género Acaena, perteneciente a la familia Rosaceae.

## Taxonomía
Acaena trifida fue descrita por Ruiz y Pav. en 1798.

## Distribución
Se encuentra en el territorio centro y norte de Chile.